# La Bible : Traduction du monde nouveau
 (octobre 2022).
- Si vous ne connaissez pas le sujet, laissez ce bandeau (vous pouvez alors contacter les auteurs).
- Si vous supprimez le contenu mis en cause (vous pouvez préalablement contacter les auteurs),

argumentez précisément cette suppression dans la page de discussion
(un manque de référence n'est pas un argument ; une recherche réelle de référence doit avoir été effectuée, être formellement documentée).
La Bible. Traduction du Monde Nouveau (TMN) est une traduction de la Bible en langue moderne éditée et utilisée par les Témoins de Jéhovah.
La première version est publiée en anglais en 1950. Depuis, le texte anglais a été révisé plusieurs fois. Les versions dans les autres langues modernes sont traduites à partir de l'anglais.
Ses principales caractéristiques sont qu'elle rejoint le canon protestant, qu'elle utilise extensivement le nom de « Jéhovah » pour désigner Dieu tant dans l'Ancien que dans le Nouveau Testament.
Elle fait l'objet de critiques, notamment à cause de certains choix de traduction nécessités pour la rendre conforme à la théologie des Témoins de Jéhovah et considérés par certains spécialistes comme malhonnêtes et indéfendables.

## Histoire

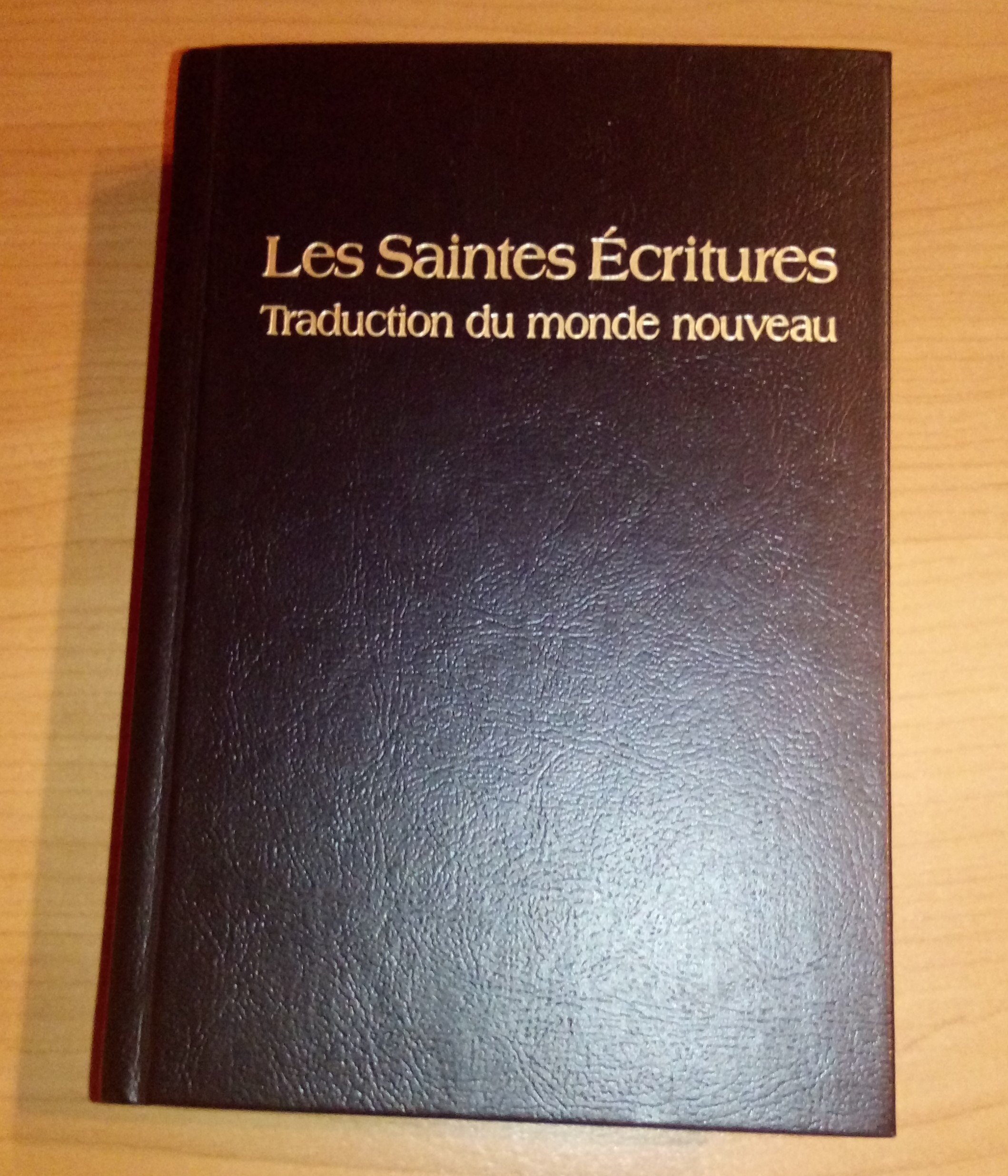
Traduction du Monde Nouveau, édition normale de 1995

Avant 1950, date de la première édition de la Traduction du Monde Nouveau, les Témoins de Jéhovah d'expression anglaise emploient la King James Version, ainsi que l'Emphatic Diaglott, dont leur fondateur Charles Russell a acquis les droits dès le début des années 1900. L'une des principales raisons invoquée par les éditeurs pour produire une nouvelle traduction est que la majorité des versions existantes de la Bible utilisent habituellement une langue archaïque et n'emploient pas le nom de Dieu. L'intention affichée est donc de produire une traduction plus facile à lire et exempte d'archaïsmes. De plus, les éditeurs affirment que de nombreuses autres copies plus anciennes des manuscrits des textes originaux dans les langues hébraïques et grecques sont devenues disponibles depuis que la King James Version a été produite, en 1611. En utilisant ces manuscrits, ils espèrent déterminer avec une plus grande exactitude ce que les auteurs originaux voulaient dire, en particulier dans les passages les plus obscurs. Ils estiment en outre que certains aspects des langues hébraïque et grecque originales sont désormais mieux compris par des linguistes.
Le 3 juillet 1963, la traduction du Nouveau Testament est publiée en français : Les Écritures Grecques Chrétiennes.
Selon Raymond Franz, un ancien membre du Collège central, le comité de traduction est composé de Frederick William Franz, George D. Gangas, Karl F. Klein, Nathan Homer Knorr et Albert D. Schroeder. William Cetnar, un ex-Témoin de Jéhovah qui a travaillé au siège mondial de l'organisation jusqu'en 1958, liste aussi Milton George Henschel comme membre du Comité de traduction. En 2003, Jason BeDuhn notait que "les membres de l'équipe de traduction restent anonymes, tout comme ils le sont pour la NKJB et la NASB de la Lockman Foundation".

## Caractéristiques de la traduction

### Utilisation du canon protestant
La TMN rejoint le canon protestant. Elle ne contient donc pas les livres apocryphes ou deutérocanoniques reconnus par l'Église catholique romaine. En outre, la traduction appelle l'Ancien Testament « Écritures hébraïques et araméennes », et le Nouveau Testament « Écritures grecques chrétiennes ».

### Utilisation de «Jéhovah» comme nom de Dieu

Tétragramme en phénicien (1100 AEC), en araméen (Xe siècle - conquête musulmane) et en hébreu carré

Pour les Témoins de Jéhovah, faire connaître le nom « Jéhovah » est primordial, car selon eux c’est le nom de Dieu. C'est pourquoi le nom « Jéhovah » apparaît aussi souvent que possible dans la Traduction du Monde Nouveau, tant dans l'Ancien Testament que dans le Nouveau Testament.

### Le tétragramme dans le Nouveau Testament
Le Comité de la Traduction du Monde Nouveau (TMN) défend l'hypothèse selon laquelle le tétragramme aurait été enlevé après le Ier siècle des manuscrits originaux du Nouveau Testament. Pour cette raison, il y emploie 237 fois le nom « Jéhovah », qu'il considère comme équivalent en français du tétragramme, qui selon lui a été remplacé dans les manuscrits existants par les mots grecs kyrios (Seigneur) et theos (Dieu),.
Une théorie similaire est avancée en 1977 par George Howard. Celui-ci défend en effet l'idée que le tétragramme est présent dans la Septante en grec, et que les auteurs du Nouveau Testament, en copiant ou faisant référence à certains passages de la Septante, auraient ainsi utilisé le tétragramme dans le Nouveau Testament.
D'ailleurs, pour savoir où le nom « Jéhovah » allait figurer dans le Nouveau Testament de la TMN, le comité a d'abord listé plusieurs passages où les évangélistes ont cité des versets, des passages et des expressions tirés de l'Ancien Testament, puis s'est reporté au texte hébreu correspondant pour voir si le nom divin y figurait. Le professeur Jason BeDuhn compte 78 passages où un auteur du Nouveau Testament cite un texte de l'Ancien Testament où le tétragramme est présent dans la version originale en hébreu, mais la TMN a choisi de traduire non par « Jéhovah » mais par « Dieu » dans 5 de ces 78 passages, et par « Seigneur » dans 3, ce qui montre une incohérence dans leur logique d’utiliser systématiquement le terme « Jéhovah » dans le nouveau testament.
De même, Robert J. Wilkinson et J. BeDuhn font aussi remarquer que la TMN ne respecte pas toujours sa logique. En effet, il existe des passages du Nouveau Testament parlant du Christ, mais faisant référence à des passages de l'Ancien Testament contenant le tétragramme non traduit par Jéhovah par la TMN. Par exemple, 1 Pierre 3,14-15 demande de « sanctifiez le Christ comme Seigneur », alors que le parallèle que l'on trouve en Ésaïe 8,12-13 demande de tenir « Jéhovah des armées » pour saint. Pour J. BeDuhn, cela constitue « une interprétation de la référence biblique » remettant en cause le bien fondé de cette interprétation.
D'autres traductions utilisent ou font référence au nom divin dans le Nouveau Testament. En effet, le tétragramme est présent dans certaines traductions en hébreu du Nouveau Testament écrites à partir du XVIe siècle,. Des Bibles modernes l'utilisent aussi parfois. Pour prendre un exemple, Matthieu 1,20 est traduit ainsi dans la TMN : « Mais après qu’il (Joseph) eut réfléchi à cela, voyez, l'ange de Jéhovah lui apparut dans un rêve ». Ce passage est rendu de manière similaire dans d'autres traductions de la Bible, notamment dans la Bible de Chouraqui. Une note sur ce passage de Matthieu dans la Bible de Darby fait aussi référence au tétragramme. Le comité de la Traduction du Monde Nouveau fait référence à ces ouvrages pour justifier du remplacement du terme kyrios par « Jéhovah » dans les passages qui ne citent pas directement l'Ancien Testament,.
Selon les Témoins de Jéhovah, les paroles de Jésus figurant en Jean 17,6, où il dit : « J’ai manifesté ton nom aux hommes que tu m’as donnés du milieu du monde » impliqueraient que Jésus connaissait et utilisait le nom divin. Cependant, pour les auteurs de la Bible Annotée, le nom de Dieu représente ici tout l’ensemble des perfections divines. De même, les auteurs de la Bible du Semeur pensent que « le nom représente toute la personne et ses attributs ». Une explication similaire est donnée dans les commentaires bibliques de Jamieson, Fausset et Brown, pour lesquels le nom représente « tout le caractère de Dieu envers l'humanité ».

### Le tétragramme dans les manuscrits anciens

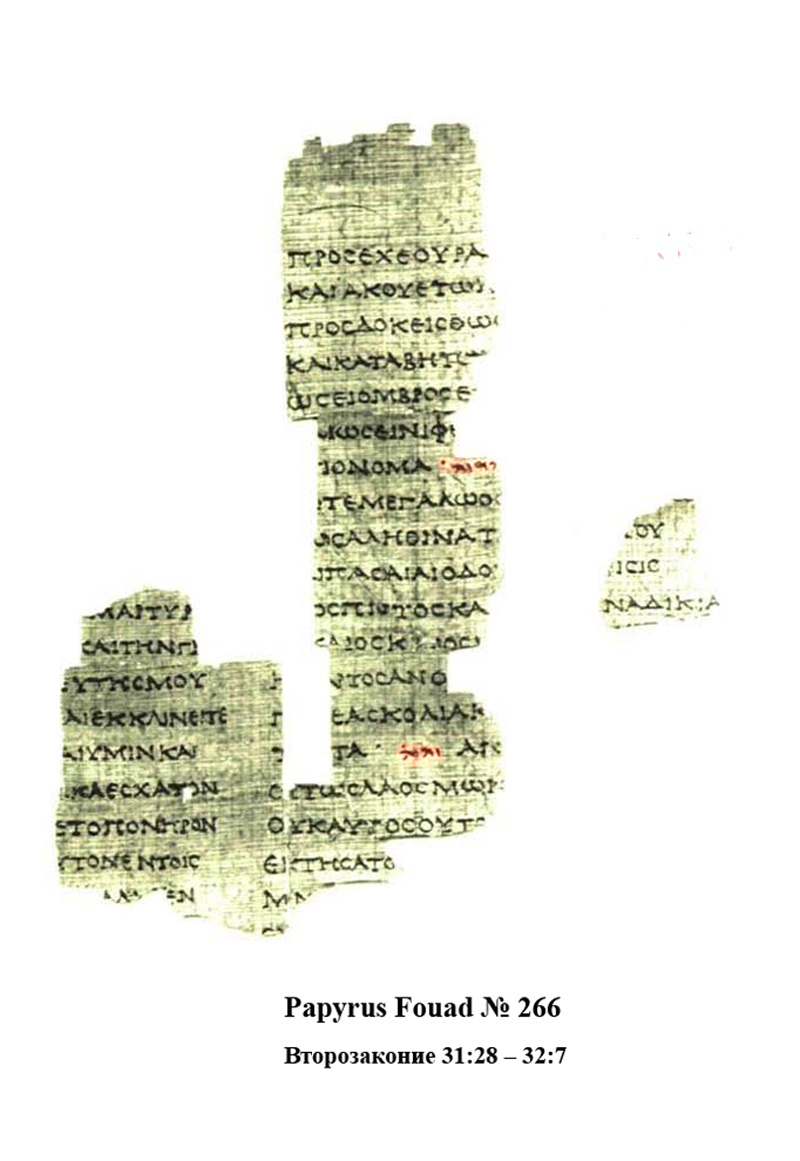
Papyrus Fouad 266, qui contient le tétragramme יהוה en hébreu. Fragment du Deutéronome 31:28 - 32:7

Aucun des plus de 5 000 manuscrits grecs du Nouveau Testament retrouvés ne contient le tétragramme,. La grande majorité des manuscrits de l'Ancien Testament écrits en grec ne le contiennent pas non plus, mais il y en a quelques exceptions. Dans le Papyrus Fouad 266b, qui est une copie du Deutéronome en grec datant du Ier siècle av. J.-C., un premier scribe a écrit le texte en grec, laissant un espace vide à la place du nom de Dieu, où un second scribe a ensuite ajouté le tétragramme. Le papyrus Vindobonensis grec 39777 (en), qui date de la fin du IIIe siècle apr. J.-C, contient lui aussi le tétragramme en caractères hébraïques, mais il s'agit de la traduction faite au IIe siècle apr. J.-C, par Aquila de Sinope et non pas de la version préchrétienne, la Septante,. Emmanuel Tov, professeur à l’Université de Jérusalem, a fait une recension des manuscrits fragmentaires de la Septante et des versions de l'Ancien Testament faites par Symmache et Aquila. Ces manuscrits ont été rédigés entre le Ier siècle av. J.-C. et le Ve siècle apr. J.-C. La grande majorité des manuscrits grecs de la Septante contiennent kyrios : il n'y en a que très peu où le tétragramme a été écrit soit en paléo-hébreu, soit en araméen,.
Le Comité de la TMN utilise, entre autres, le cas du papyrus Fouad 266b pour avancer l'idée que le tétragramme existait à l'origine dans la Septante grecque. Les Témoins de Jéhovah postulent que les passages de la Septante en usage à l'époque des apôtres, et qu'ils citaient en écrivant leurs évangiles, contenaient le tétragramme. La présence du tétragramme dans certains manuscrits de l'Ancien Testament en grec est attestée par Origène (IIIe siècle) et Jérôme (IVe siècle).

### Identification des «gilyônim»

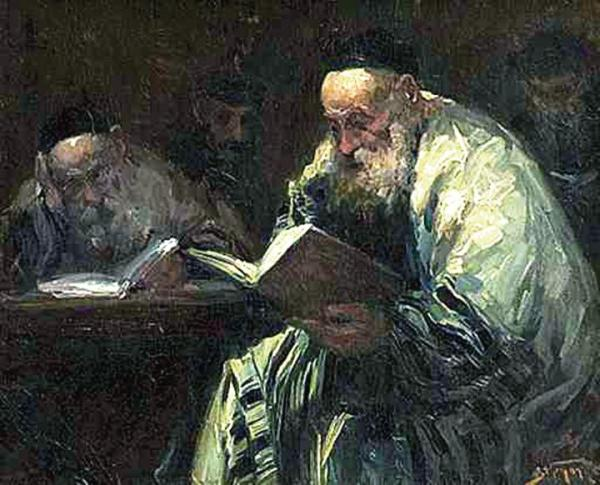
Adolf Behrman, les lecteurs du Talmud

Selon les Témoins de Jéhovah, le tétragramme aurait été retiré des textes grecs à cause de la loi orale juive, qui en interdisait l'usage. La Tosefta, recueil de lois orales compilées par écrit vers l’année 200, dit au sujet d’écrits appelés « gilyônim » qui prendraient feu un jour de sabbat : « Les « gilyônim » et les livres des hérétiques ne doivent [pas] être sauvés de l’incendie, mais il faut les laisser brûler sur place, eux et les noms ineffables [occurrences du nom divin]. » Dans cette même source, Rabbi Yossé le Galiléen, qui a vécu aux Ier et IIe siècles de notre ère, explique ce qui devait se faire les autres jours de la semaine : « On découpera les emplacements des noms ineffables, on les déposera en lieu sûr, pendant que le reste est brûlé ». Les Témoins de Jéhovah, ainsi que certains spécialistes comme R.T. Herford, identifient ces « gilyônim » comme étant les écrits chrétiens, notamment les évangiles. Cependant, de nombreux spécialistes doutent de cette explication. Par exemple, Moritz Friedlander observe qu'identifier ces livres comme étant les évangiles, dans lesquels le nom divin ne figure pas selon lui, est plutôt tordu. Birger Pearson fait le même constat. De même, William David Davies et Louis Finkelstein considèrent que ces « gilyônim » ne sont pas nécessairement les évangiles judéo-chrétiens. Pour plusieurs spécialistes, il s'agirait en fait de notes en marge des textes bibliques,. D'ailleurs, selon Simon Claude Mimouni, le sens habituel du mot « gilyônim » est « bords » ou « marges » d'un rouleau de l’Écriture.

### Point de vue majoritaire des spécialistes sur le tétragramme
Thomas Römer affirme que la Septante ne contient pas le nom divin, qui est remplacé dès sa rédaction initiale au IIIe siècle av. J.-C. par « theos » (Dieu) ou « kyrios » (Seigneur). Il précise toutefois que la prohibition de prononcer ce nom s'est sans doute imposée progressivement. Selon lui, la raison de ce remplacement est qu'il ne convient plus à un Dieu unique de porter un nom propre, nécessaire uniquement pour le distinguer des autres divinités. Selon Paul Lamarche, « on trouve le tétragramme dans quelques manuscrits de la Septante. C'est sans doute lentement et progressivement que le nom sacré fut remplacé par Kurios. » Comme Römer, il affirme que le but de cette transformation est d'abandonner « l'aspect local et archaïsant d'un Dieu qui s'était lié à quelques tribus avant de révéler son universalité ».
Selon Albert Pietersma, dès les temps pré-chrétiens les termes « adonai » et le tétragramme étaient considérés comme équivalent au terme grec « kyrios ». Ainsi, les traducteurs grecs remplaçaient le tétragramme par « kyrios » aussi naturellement qu'ils traitaient les termes hébreux plus génériques faisant référence à Dieu comme « el », « elohim » ou « shaddai ». De plus, il considère que les manuscrits comme le papyrus Fouad 266 sont le témoignage d'une révision postérieure de la Septante, incluant le tétragramme là où il ne figurait pas à l'origine.
Les explications de Philon d'Alexandrie (Ier siècle) sur le livre de la Genèse démontrent qu'il avait sous les yeux un texte biblique en grec contenant « kyrios », et non le tétragramme.
Le professeur Jason BeDuhn estime que modifier l'Ancien Testament pour y utiliser le terme « Seigneur » (comme dans certaines Bibles) ou le Nouveau Testament pour y mettre « Jéhovah » (comme dans la TMN) sont des pratiques qui « violent l'exactitude en faveur des expressions préférées pour Dieu ».

## Critiques
La Traduction du Monde Nouveau a été l'objet de critiques dès sa parution en 1950. Les brefs commentaires des critiques sérieux se concentrent sur les questions christologiques, principalement la traduction du mot kurios - habituellement traduit « Seigneur » par les traducteurs classiques - par « Jéhovah ». Le prologue de l'évangile selon Jean fait l'objet de critiques sévères et soutenues. Les passages sur le rôle du Christ dans la création du monde - par exemple, Colossiens 1:15-17 - sont formulés de manière à suggérer que le Christ a été créé et non, comme le dit le Credo de Nicée, « engendré du Père devant tous les mondes, Dieu de Dieu ».
En 1982, le théologien pentecôtiste Gordon Fee et Douglas K. Stuart, dans leur ouvrage How to Read the Bible for All Its Worth, qualifient la Nouvelle traduction mondiale, sans examen critique ni discussion, de « traduction extrêmement littérale » remplie de « doctrines hérétiques ». En 1985, Alan Stewart Duthie a répondu à l'affirmation de Fee & Stuart selon laquelle la TMN est « remplie des doctrines hérétiques de ce culte », déclarant que bien qu'« il y ait quelques doctrines hérétiques à trouver... [elles] n'atteignent même pas 0,1 % de l'ensemble, ce qui est très loin d'être « plein » ». « [cela] n'atteint même pas 0,1 % de l'ensemble, ce qui est très loin d'être « plein » ».
En 2002, Andrew Holden dressait le constat que les théologiens académiques qui ont une formation de bibliste estiment en général que la TMN traduit de façon inexacte certains versets de la Bible.
Les Témoins de Jéhovah rejettent l'idée de Trinité, qu'ils considèrent comme non biblique. Selon eux, Jésus est le Fils de Dieu, mais il n'est pas Dieu lui-même, et il est subordonné au Père. Leur traduction de la Bible reflète cette croyance, et c'est l'une des principales raisons amenant des critiques négatives sur la TMN. Comme cela a été montré plus haut, une autre raison importante est l'introduction du nom « Jéhovah » dans le Nouveau Testament[réf. nécessaire].
En 2004, Anthony Byatt et Hal Flemings ont publié leur anthologie Your Word is Truth, Essays in Celebration of the 50th Anniversary of the New World Translation of the Holy Scriptures (1950, 1953). Ils ont inclus des essais répondant aux critiques de la Nouvelle traduction mondiale formulées par des non-témoins, ainsi qu'une bibliographie des critiques de l'ouvrage.
George D. Chryssides a déclaré en 2019 que les critiques défavorables de Harold Henry Rowley, Julius R. Mantey et William Barclay (en) « étaient extrêmement vagues », mais que Bruce M. Metzger « a mentionné quelques passages spécifiques qu'il croyait mal traduits ».

### Critiques positives
Edgar J. Goodspeed, traducteur du Nouveau Testament (An American Translation), a critiqué positivement la traduction du Nouveau Monde.
Ils citent aussi les propos du professeur Allen Wikgren, de l’université de Chicago, pour qui la Traduction du monde nouveau est un bon exemple de version en langue moderne qui, au lieu d’être dérivée d’autres versions, propose souvent « des tournures inédites de grande valeur. » ou encore des critiques positives venant de l'écrivain.
Alexander Thomson dit en 1952 que « cette traduction est de toute évidence l’œuvre d’hellénistes compétents » et a par ailleurs annoncé être en accord avec les enseignements des Témoins de Jéhovah. En 1959, Thomson ajoute que dans l'ensemble, la version des Témoins de Jéhovah est assez bonne, mais affirme qu'elle est remplie de mots anglais qui n'ont pas d'équivalents en grec ou en hébreu.
J. Carter Swaim a écrit en 1953 que « l'objection est parfois faite aux nouvelles traductions au motif que l'abolition d'expressions archaïques tend à déprécier l'Ecriture » Se référant à la Traduction du monde nouveau des Ecritures grecques chrétiennes, il a ajouté : « c'est une traduction qui a ses propres particularités, et aussi ses propres excellences. Les Témoins, qui sont enthousiastes dans la diffusion de leurs principes, la considèrent comme l'un de leurs moyens les plus efficaces ».
En 1961, F. F. Bruce a déclaré « Certains de ses rendus distinctifs reflètent les interprétations bibliques que nous avons fini par associer aux Témoins de Jéhovah (par exemple 'le Verbe était un dieu' dans Jean 1:1) ». Il a également déclaré que « certains des rendus qui sont libres d'une tendance théologique semblent tout à fait bons ».
Samuel MacLean Gilmour a déclaré en 1966 : « la traduction du Monde Nouveau a été réalisée par un comité dont la composition n'a jamais été révélée - un comité qui possédait une compétence inhabituelle en grec... Il est clair que des considérations doctrinales ont influencé de nombreuses tournures de phrases, mais l'ouvrage n'est ni un pot-de-vin ni une fraude pseudo-historique ».
En 1981, le bibliste Benjamin Kedar-Kopfstein a déclaré que l'œuvre de l'Ancien Testament est largement basée sur la structure formelle de l'hébreu biblique. En 1989, Kedar-Kopfstein a déclaré : « Dans mes recherches linguistiques sur la Bible hébraïque et les traductions, je me réfère souvent à l'édition anglaise de ce que l'on appelle la « Traduction du monde nouveau ». Ce faisant, mon sentiment s'est confirmé à plusieurs reprises : ce travail reflète un effort honnête pour parvenir à une compréhension du texte qui soit aussi exacte que possible. Témoignant d'une large maîtrise de la langue originale, il rend les mots originaux dans une seconde langue de manière compréhensible sans s'écarter inutilement de la structure spécifique de l'hébreu [...] Chaque énoncé de la langue permet une certaine latitude dans l'interprétation ou la traduction. La solution linguistique dans un cas donné peut donc faire l'objet d'un débat. Mais je n'ai jamais découvert dans la 'Nouvelle traduction mondiale' une quelconque intention de lire dans le texte quelque chose qu'il ne contient pas  ». En 1993, Kedar-Kopfstein a déclaré que la NWT était l'un des ouvrages de référence qu'il citait occasionnellement.
Dans son livre de 2004 Truth in Translation, le professeur Jason BeDuhn compare neuf Bibles écrites en anglais, incluant la Traduction du Monde Nouveau, et annonce examiner les passages où les biais sont les plus à même d'influencer la traduction. Bien que BeDuhn affirme que la TMN n'est pas sans partis pris, elle émerge selon lui comme la plus fiable des neuf traductions anglaises comparées,. Cependant, concernant l'utilisation de « Jéhovah » dans cette version du Nouveau Testament, BeDuhn déclare : « Ce nom n'apparaît jamais dans aucun manuscrit grec d'aucun livre du Nouveau Testament. Donc, introduire le nom « Jéhovah » dans le nouveau testament, comme le fait 237 fois la Traduction du Monde Nouveau dans sa traduction, est inexact par le principe le plus élémentaire de l'exactitude d'une traduction: adhérer au texte original».
Des critiques positives ont été émises par des unitariens, dont le dogme rejette l'idée de Trinité, notamment le théologien Charles F. Potter en 1954 et Thomas Winter, ancien président de l'église unitarienne de Lincoln, en 1974. La critique de ce dernier ne porte pas sur la Traduction du Monde Nouveau, mais sur la traduction interlinéaire des Écritures Grecques Chrétiennes (Nouveau Testament).

### Critiques négatives
En 1953, le docteur en théologie Harold H. Rowley (en) critique le texte de l'Ancien Testament contenu dans le premier volume de ce qui deviendra la TMN complète, disant que cette traduction « est un brillant exemple de la manière dont la Bible ne devrait pas être traduite », et ajoutant qu'elle est « une insulte à la Parole de Dieu ». Rolf Furuli, ancien professeur de langues sémitiques, a déclaré qu'une traduction littérale qui suit la structure de la phrase de la langue source plutôt que celle de la langue cible doit être quelque peu en bois et non idiomatique. Furuli a ajouté que l'évaluation de Rowley, basée sur sa propre préférence pour les traductions idiomatiques, ne tient pas compte de l'objectif déclaré de la TMN d'être aussi littérale que possible.
En 1953, Bruce Metzger identifie dans le Nouveau Testament des passages où la traduction a été écrite pour appuyer la doctrine, que Metzger considère comme unitarienne, avec de nombreux exemples où le grec est rendu de manière incorrecte. En 1964, Metzger publie une nouvelle critique du même ouvrage dans laquelle il affirme que « dans l'ensemble, on a une assez bonne impression de l’érudition des traducteurs », mais où il ajoute que certains choix de traduction sont pour lui indéfendables[Lesquels ?].
En 1963, le professeur Anthony A. Hoekema (en), docteur en théologie, estime comme ses collègues qu'il s'agit d'une « traduction falsifiée ». Le docteur Julius R. Mantey, spécialiste en grec biblique, qualifie quant à lui le Nouveau Testament de la TMN de « distorsion » plutôt que de « traduction ». Il est rejoint par le docteur Robert H. Countess, qui estime que le Nouveau Testament de la TMN « a lamentablement échoué pour ce qui est de ne pas laisser les considérations doctrinales influencer la traduction », ajoutant que « la traduction des Écritures Grecques Chrétiennes doit être considérée comme un travail radicalement biaisé », voire « carrément malhonnête » à quelques endroits.
Le théologien William Barclay (en), cité par Ron Rhodes en 2001 et 2009, va plus loin, en affirmant que « la distorsion délibérée de la vérité de cette secte [les Témoins de Jéhovah] est évidente dans leur traduction du Nouveau Testament ». Pour lui, « il est très clair qu'une secte qui peut traduire le Nouveau Testament de cette manière est malhonnête intellectuellement »,.
En 2003, la New Catholic Encyclopedia dit ceci : « Les Témoins de Jéhovah ne peuvent utiliser aucun autre livre que la Bible et les publications de la société [Watchtower], ce qui inclut leur propre traduction de la Bible, qui possède un impressionnant apparat critique. Le travail est excellent excepté lorsque la connaissance scientifique vient en conflit avec les doctrines acceptées par le mouvement. Dans leur Traduction du Monde Nouveau comme ils l'appellent, le terme kyrios est rendu par Jéhovah au lieu de Seigneur partout dans le Nouveau Testament (237 fois) excepté en Philippiens 2,11, où Saint Paul utilise ce mot pour le Christ. ». Edward D. Andrews répond que c'est un « mensonge pur et simple » de dire que d'autres livres sont interdits, car des dizaines de Témoins de Jéhovah enseignent dans des universités, possèdent de vastes bibliothèques et nombre d'entre eux sont des anciens.
En réponse au livre Truth in Translation publié en 2004, le docteur Thomas A Howe écrit en 2010 un livre où il démonte un à un les arguments de BeDuhn, et affirme que le but principal du livre est de nier la divinité du Christ. Puis en 2014, le docteur Trevor Allin fait de même dans un ouvrage où il met en doute les qualités académiques de BeDuhn, notamment celles d'historien, de linguiste, et d'expert en grec ancien.

### Comité de traduction
Les membres du comité qui a traduit la Traduction du Monde Nouveau (TMN) ont souhaité demeurer anonymes, déclarant vouloir s'assurer que la gloire aille à Dieu et non pas à eux. Cette façon de procéder a été critiquée, car elle implique que les qualifications des traducteurs ne peuvent pas être vérifiées.
Raymond Franz et William Cetnar, qui ont tous deux rendu publique la liste des Témoins de Jéhovah ayant participé à la traduction, soutiennent que les traducteurs de la TMN étaient insuffisamment qualifiés pour effectuer cette tâche, et que seul Frederick Franz avait une connaissance suffisante des langues bibliques. La petite taille du Comité de traduction a été aussi pointée du doigt, surtout en comparaison avec le nombre de traducteurs impliqués pour effectuer la plupart des autres traductions en anglais.

### Passages controversés
Les passages controversés, principalement par les églises chrétiennes, concernent notamment la divinité du Christ, mais également d'autres sujets tels que l'immortalité de l'âme ou la seconde venue de Jésus.

#### Divinité du Christ
La fin de Jean 1,1 est rendue ainsi dans la TMN : « et la Parole était un dieu ». Même si d'autres traduction expriment la même idée, la Bible Louis Segond, ainsi que la majorité des Bibles existantes, rendent ce passage différemment : « et la Parole était Dieu ». Le terme qui est traduit par « un dieu » est « theos » en grec, sans article défini. Selon les Témoins de Jéhovah, dont les arguments sont repris par BeDuhn, le fait qu'il n'y ait pas d'article défini implique que l'on a affaire à une « catégorie » ou à une « qualité ». Le docteur Trevor Allin affirme le contraire. Pour lui, un nom sans article défini peut très bien faire référence à une personne spécifique. De plus, comme le fait remarquer John Ankerberg, ce même mot sans article défini est traduit par « Dieu » ou « Jéhovah » quelques versets plus loin, notamment en Jean 1,6, 12, 13, 18 et 23,.
En Jean 8,58, la TMN utilise le verbe « être » au passé au lieu du présent. Ainsi, le texte est traduit : « Jésus leur dit : « Oui, je vous le dis, c'est la vérité : Avant qu’Abraham vienne à l’existence, j’ai été » ». La Bible Louis Segond traduit ainsi : « Jésus leur dit : En vérité, je vous le dis, avant qu'Abraham fût, je suis ». Selon Allin, une traduction littérale donne « je suis » au présent, et fait référence aux mêmes mots que l'on retrouve dans des paroles de Dieu lui-même à plusieurs endroits dans l'Ancien Testament. Ainsi, Jésus affirmerait être Dieu lui-même dans ce passage, ce que les Témoins de Jéhovah ne veulent pas admettre,,.
Selon plusieurs spécialistes, Philippiens 2,10-11 est une citation d’Ésaïe 45,23-24, un passage aussi utilisé en Romains 14,11. Ésaïe mentionne clairement Dieu dans ce passage, citant le tétragramme. Dans le passage de Romains, la TMN traduit kyrios par Jéhovah. Pourtant, cette même logique n'est pas suivie pour la passage de Philippiens, qui lui, fait référence au Christ,,.
La TMN rend ainsi le passage de Colossiens 1,16-17, qui parle du Christ : « parce que c’est par son moyen que toutes les autres choses ont été créées dans le ciel et sur la terre, les visibles et les invisibles, que ce soient trônes, ou seigneuries, ou gouvernements, ou pouvoirs. Toutes les autres choses ont été créées par son intermédiaire et pour lui. De plus, il existait avant toutes les autres choses, et toutes les autres choses ont reçu l’existence par son moyen ». Le mot « autre » est un ajout des traducteurs, car il n'existe pas dans le texte grec. C'est pourquoi la Bible Segond rend le passage ainsi : « Car en lui ont été créées toutes les choses qui sont dans les cieux et sur la terre, les visibles et les invisibles, trônes, dignités, dominations, autorités. Tout a été créé par lui et pour lui. Il est avant toutes choses, et toutes choses subsistent en lui ». Il existe en grec deux mots pour « autre » : heteros, signifiant « différent de » ; et allos, signifiant « un autre ». Aucun de ces mots ne figure dans le texte de Colossiens 1 : 16-17. Cet ajout, qui change le sens du texte pour nier la divinité du Christ, est largement critiqué dans les milieux chrétiens.
Le passage de Colossiens 2,9 est aussi problématique. Se référant au Christ, il est rendu ainsi dans la TMN : « parce que c’est en lui que prend corps toute la plénitude de la qualité divine ». Le mot traduit ici par « qualité divine » est theotes. Pourtant, la définition de ce mot dans les dictionnaires grec est différente. Selon Grimm-Thayer, ce mot signifie « divinité, déité, l'état d'être Dieu ». Strongs a exactement la même définition. De plus, un autre mot grec a comme définition « qualité divine » : theiotes. Selon plusieurs sources, cette traduction a pour but de nier la divinité du Christ.
Dans la TMN, Hébreux 1,8 est rendu ainsi : « Mais à propos du Fils, il dit : « Dieu est ton trône à tout jamais (…) » ». Ce passage est une citation directe du Psaume 45,6, qui est rendu ainsi dans la Bible Louis Segond : « Ton trône, ô Dieu, est à toujours ». Selon plusieurs sources chrétiennes, la formulation des Témoins de Jéhovah a pour but de remettre en cause la divinité du Christ. Dans la TMN avec références, un lien est aussi établi entre ces deux passages, mais Psaume 45,6 y est rendu comme dans Hébreux 1,8 : « Dieu est ton trône à tout jamais (…) ».
D'autres passages contenant des changements ayant pour but de nier la divinité du Christ ont été dénoncés par les milieux chrétiens, notamment Matthieu 28,17, 2 Pierre 1,1 et Tite 2,13.